# Oleksij Schowkunenko
Oleksij Oleksijowytsch Schowkunenko (* 9. Märzjul. / 21. März 1884greg. in Cherson, Gouvernement Cherson, Russisches Kaiserreich; † 12. März 1974 in Kiew, Ukrainische SSR, Sowjetunion) war ein ukrainisch-sowjetischer Kunstmaler.

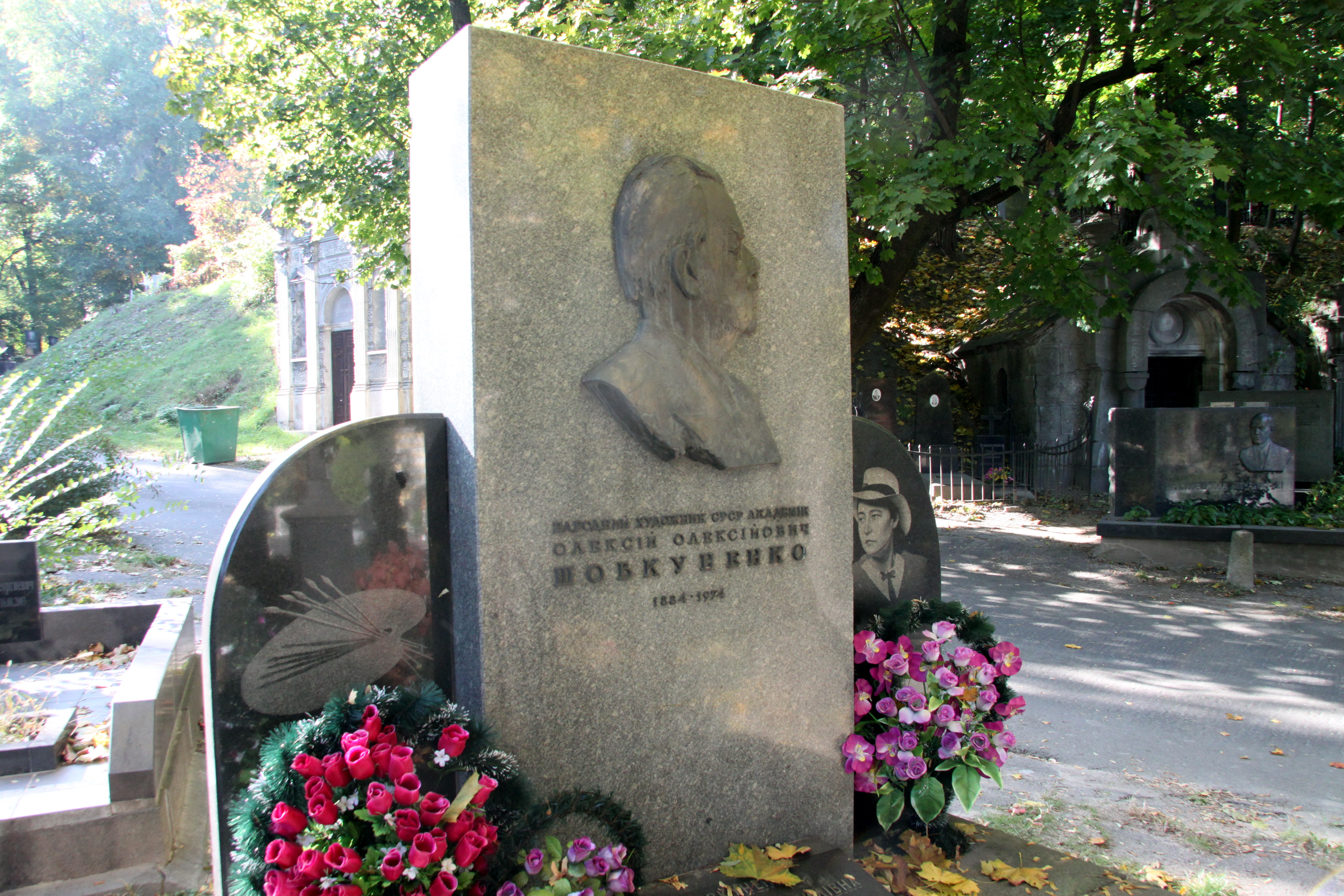
Grab von Schowkunenko auf dem Baikowe-Friedhof

## Leben
Oleksij Schowkunenko kam als Sohn eines Dachdeckers in Cherson zur Welt. 1908 absolvierte er die Kunstschule in Odessa bei Kyriak Kostandi und 1917 schloss er in Sankt Petersburg ein Studium an der Akademie der Künste ab.
Zwischen 1926 und 1935 lehrte er Malerei an Kunstinstituten in Odessa und von 1935 bis 1963 war er Professor am Kiewer Kunstinstitut. Seit 1947 war er ordentliches Mitglied der Russischen Akademie der Künste.
Schowkunenko lebte seit 1935 in Kiew und starb dort 1974 89-jährig. Er wurde auf dem Baikowe-Friedhof bestattet.

## Werk
Schowkunenko malte zahlreiche Porträts, darunter viele von ukrainischen Prominenten wie Iwan Le (1943), Leonid Perwomajskyj (1943), Maksym Rylskyj (1945), Oleh Bohomolez (1945), Natalija Uschwij (1947), Mykola Lyssenko (1947) und Pawlo Tytschyna (1949) sowie Landschaftsgemälde, Stadt- und Industrielandschaften.
Vor der russischen Besatzung von Cherson befand in dem dortigen, nach Schowschunenko benannten Kunstmuseum mit 155 Exponate eine der größten Sammlungen seiner Werke in der Ukraine. Im November 2022 teilte der ukrainische Generalstab mit, die russischen Besatzer hätten „alle Kunstgegenstände und sogar die Möbel“ aus dem Museum geplündert.
Weitere seiner Werke befinden sich im Nationalen Kunstmuseum der Ukraine in Kiew.

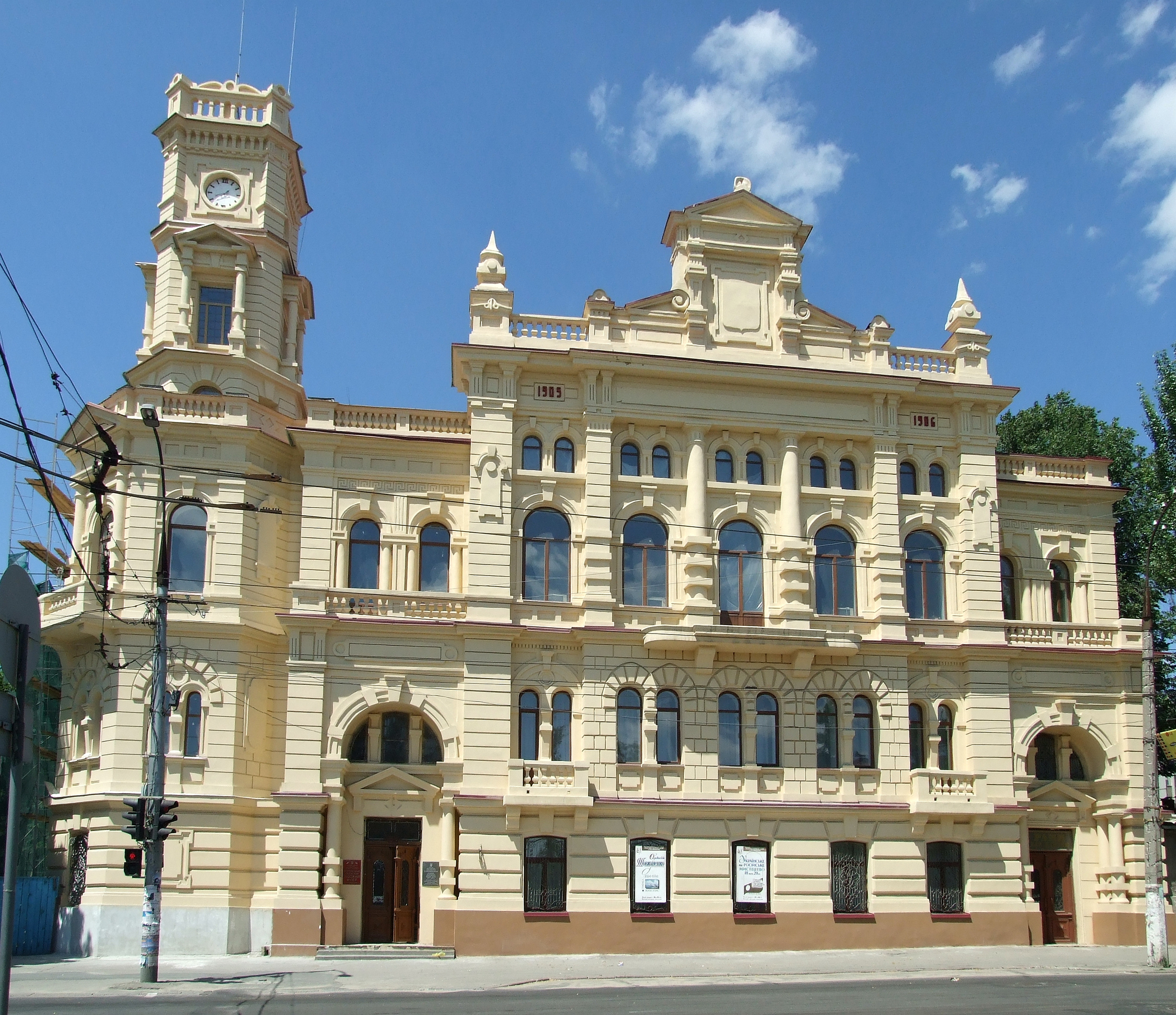
Das nach Oleksij Schowkunenko benannte Kunstmuseum der Stadt Cherson

## Ehrungen
Schowkunenko erhielt eine Vielzahl von Ehrungen und Auszeichnungen. Darunter:
- 1970 Taras-Schewtschenko-Preis[6]
- 1944 Volkskünstler der UdSSR[1]
- Leninorden[7]
- Orden des Roten Banners der Arbeit[7]
- Das Kunstmuseum in Cherson trägt seinen Namen[8]